# Saint-Mars-d'Égrenne
Saint-Mars-d'Égrenne is een gemeente in het Franse departement Orne (regio Normandië) en telt 726 inwoners (2005). De plaats maakt deel uit van het arrondissement Alençon.

## Geografie
De oppervlakte van Saint-Mars-d'Égrenne bedraagt 24,8 km², de bevolkingsdichtheid is 29,3 inwoners per km².
De onderstaande kaart toont de ligging van Saint-Mars-d'Égrenne met de belangrijkste infrastructuur en aangrenzende gemeenten.

## Demografie
Onderstaande figuur toont het verloop van het inwonertal (bron: INSEE-tellingen).